# Graphiurus lorraineus
Graphiurus lorraineus är en däggdjursart som beskrevs av Guy Dollman 1910. Graphiurus lorraineus ingår i släktet Graphiurus och familjen sovmöss. IUCN kategoriserar arten globalt som livskraftig. Inga underarter finns listade i Catalogue of Life.
Denna sovmus förekommer i Afrika söder om Sahara. Utbredningsområdet sträcker sig från Sierra Leone i väst till Uganda i öst och till nordvästra Zambia i syd. Arten vistas i skogar i låglandet men den undviker allt för täta skogar. Dessutom besöker Graphiurus lorraineus savanner. Arten går på marken och klättrar i träd. Den vilar ofta i byggnader.
Arten blir 54 till 74 mm lång (huvud och bål), svanslängden är 14 till 19 mm och vikten varierar mellan 12 och 24 g. Graphiurus lorraineus har 14 till 19 mm långa bakfötter och 9 till 15 mm långa öron. Den korta och mjuka pälsen på ovansidan är oftast rödbrun men den kan även vara gulbrun eller sandfärgad. Hos arten är övergången till den krämfärgade eller gråaktiga pälsen på undersidan flytande. Några individer har en mörk ansiktsmask kring de stora ögonen och öronen är avrundade och bruna. Även svansen är täckt med hår som blir längre bakåt och vid slutet förekommer en vit tofs. Håren på andra delar av svansen har samma färg som på ryggen utan inblandade vita hår.
I områden utan byggnader sover Graphiurus lorraineus i trädens håligheter eller sällan i bergssprickor. Ibland används övergivna bon av svalor eller pappersgetingar som viloplats. Sovmusen intar ett stelt tillstånd (torpor) under olämpliga väderförhållanden eller vid matbrist. Arten är antagligen allätare. Vid olika tillfällen sågs den äta frön, frukter, nötter och insekter.
Honor och ungar lever troligen en längre tid tillsammans, även när digivningen är avslutad. Antagligen kan honor vara brunstiga under olika årstider. Per kull föds oftast 2 till 4 ungar och sällan upp till 7 ungar. Denna sovmus faller offer för ugglor och ormar.
Individer i fångenskap är ofta aggressiva och deras bett beskrivs som särskild smärtsam. En population i Kameruns bergstrakter utgör kanske en självständig art. Den lever i trädens kronor och registrerades aldrig på marken.